# Los Ángeles (Chile)
Los Ángeles – stolica chilijskiej prowincji Biobío. Obszar miasta liczący 1748 km² zamieszkiwało według spisu z 2002 roku 166 556 mieszkańców. Miasto zlokalizowane jest pomiędzy rzekami Laja i Biobío. 
Miasto założone zostało 26 maja 1739 roku.